# Marco Neethling
Pas d'image ? Cliquez ici

a Compétitions nationales et continentales officielles uniquement.

b Matchs officiels uniquement.
Marco Neethling, né le 18 mai 1985 à Durban (Afrique du Sud) d'un père sud-africain et d'une mère italienne, est un joueur de rugby à XV évoluant au poste de centre (1,82 m pour 92 kg). 

## Biographie
Marco Neethling a disputé la Coupe du monde des moins de 21 ans en 2006 avec l'Italie, et il joue alors régulièrement avec son club de Parme.
Aussi, Pierre Berbizier l'a intégré au groupe de joueurs retenus avec l'équipe d'Italie pour les matchs de la tournée d'automne 2006. Il ne sera cependant pas utilisé.

## Clubs successifs
- 2005-2008 : Rugby Parme  Italie
- 2008-2010 : Benetton Trévise  Italie
- 2010-2012 : Petrarca Padoue  Italie
- 2012-2017 : Vérone Rugby  Italie

## Sélection nationale
- Participation à la Coupe du monde des moins de 21 ans en 2006